# Erythrina madagascariensis
Erythrina madagascariensis es una especie de planta perteneciente a la familia de las fabáceas. Se encuentra solamente en Madagascar.

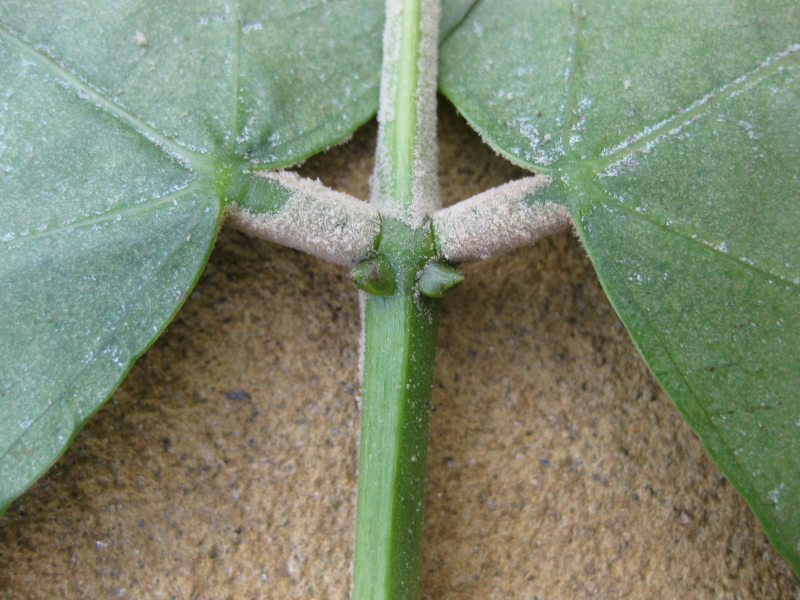
Detalle de la hoja

## Taxonomía
Erythrina madagascariensis fue descrita por Du Puy & Labat y publicado en Bulletin du Muséum National d'Histoire Naturelle, Section B, Adansonia. Botanique Phytochimie 18: 230–232, f. 2(I–Q). 1996.
Etimología
Erythrina: nombre genérico que proviene del griego ερυθρóς (erythros) = "rojo", en referencia al color rojo intenso de las flores de algunas especies representativas.
madagascariensis: epíteto geográfico que alude a su localización en Madagascar.
Sinonimia
- Erythrina perrieri sensu Krukoff & Barneby
- Erythrina sacleuxii sensu R.Vig.[4]